# Kornelius Sipayung

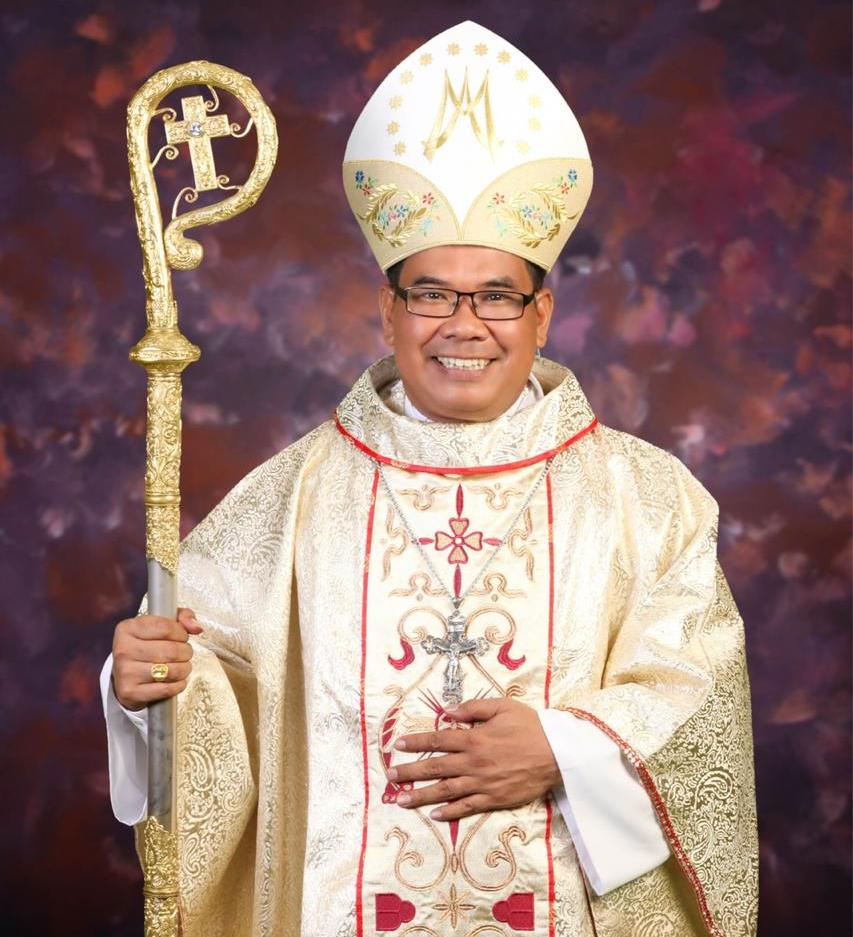
Erzbischof Kornelius Sipayung

Kornelius Sipayung OFMCap (* 26. August 1970 in Bandar Hinalang (Stadt Kabanjahe), Sumatra Utara, Indonesien) ist ein indonesischer Ordensgeistlicher und römisch-katholischer Erzbischof von Medan.

## Leben
Nach dem Besuch des Kleinen Seminars Christus Sacerdos in Pematang Siantar begann Kornelius Sipayung das Studium der Philosophie und Katholischen Theologie an der dortigen Hochschule St. John. Anschließend trat er der Ordensgemeinschaft der Kapuziner bei und legte am 22. August 1998 die ewige Profess ab. Sipayung empfing am 11. Dezember 1999 das Sakrament der Priesterweihe.
Von 1999 bis 2002 war Kornelius Sipayung Pfarrer in Kabanjahe, bevor er für weiterführende Studien nach Rom entsandt wurde. 2005 erwarb er an der Päpstlichen Universität Gregoriana ein Lizenziat im Fach Dogmatik. Sipayung war von 2005 bis 2015 Ausbilder der Seminaristen der Kapuziner in Pematang Siantar und Dozent an der Hochschule St. John. Ab 2012 war er zudem Guardian der Niederlassung der Kapuziner in Pematang Siantar und Vize-Provinzial der Ordensprovinz Medan. 2015 wurde Kornelius Sipayung Provinzial.
Am 8. Dezember 2018 ernannte ihn Papst Franziskus zum Erzbischof von Medan. Der Apostolische Nuntius in Indonesien, Erzbischof Piero Pioppo, spendete ihm am 2. Februar 2019 die Bischofsweihe. Mitkonsekratoren waren der emeritierte Erzbischof von Medan, Anicetus Bongsu Antonius Sinaga OFMCap, und der Bischof von Padang, Martinus Dogma Situmorang OFMCap.